# 3606 Pohjola
3606 Pohjola eller 1939 SF är en asteroid i huvudbältet som upptäcktes den 19 september 1939 av den finske astronomen Yrjö Väisälä vid Storheikkilä observatorium. Den har fått sitt namn efter Pohjola i den finska mytologin.
Asteroiden har en diameter på ungefär 8 kilometer.